# 김징
김징(金澄, 1623년 ~ 1676년)은 조선 후기의 문신으로 정치가이다. 자는 원회(元會), 호는 감지당(坎止堂)이며 본관은 청풍이다. 공조정랑과 화순현감을 지내고 좌찬성에 추증된 사천(沙川) 김극형(金克亨)의 아들이다.

## 생애
관직은 전라도 관찰사에 이르렀으며 사후 아들 김구, 김유 등이 현달하여 사후 증직으로 의정부영의정에 추증되었다. 사후 경기도 광주군 의왕(현 의왕시 왕곡동 홍치골)에 안장되었다.

## 가족
김유의 아들 김약로는 좌의정, 김상로는 영의정을 지냈다. 사도세자에 반대하던 노론 벽파의 거두이며 영의정을 지낸 김상로도 김유의 아들이자 그의 손자였다. 부자 정승으로 영조 연간에 영의정을 지낸 김재로와 정조 연간의 영의정 김치인은 각각 장남 김구의 차남과 손자였다. 김종수는 김재로의 형인 김치만의 손자로 그의 고손이 된다.
셋째 아들 김무의 7대손이 독립운동가 김규식이다.

## 가계
- 증조부 : 김계(金繼)
- 조부 : 김인백(金仁伯)
- 조모 : 안동권씨(安東權氏)
  - 부 : 김극형(金克亨)
  - 모 : 청송심씨(淸松沈氏)
  - 생모 : 광주정씨(光州鄭氏) - 정호(鄭頀)의 딸
    - 부인 : 함평이씨(咸平李氏)
      - 장남 : 김구(金構) - 우의정
        - 손자 : 김재로(金在魯) - 영의정
        - 손자 : 김희로(金希魯)

      - 차남 : 김유(金楺) - 대제학
        - 손자 : 김정로(金正魯)
        - 손자 : 김취로(金取魯) - 숭록대부
        - 손자 : 김성로(金省魯)
        - 손자 : 김약로(金若魯) - 좌의정
        - 손자 : 김상로(金尙魯) - 영의정

      - 삼남 : 김무(金楙) - 독립운동가 겸 정치인 김규식의 7대조부
        - 손자 : 김흥로(金興魯)
        - 손자 : 김익로(金益魯) - 독립운동가 겸 정치인 김규식의 6대조부